# Сантарело (Витербо)
Сантарело је насеље у Италији у округу Витербо, региону Лацио.
Према процени из 2011. у насељу је живело 30 становника. Насеље се налази на надморској висини од 304 м.